# Bec de coral d'Anambra
El bec de coral d'Anambra (Estrilda poliopareia) és un ocell de la família dels estríldids (Estrildidae).

## Hàbitat i distribució
Habita zones amb herba crescuda al sud de Nigèria.